# Maker Faire
Maker Faire er en festival arrangeret af bladet Make. Hensigten er at fejre kunst, håndværk, ingeniør- og videnskabsprojekter og en indstilling om at lave sine ting selv. Festivalen blev første gang arrangeret i San Mateo, Californien, USA i 2006. Senere er Maker Faire blevet arrangeret i Texas, Detroit, New York, Newcastle, Barcelona, Hannover - og flere andre byer i både USA og Europa.
Herudover er der blevet afholdt en mængde mindre uafhængige Maker Faires i hele verden.
I Trondheim blev Maker Faire første gang afholdt d. 29-30. august 2014, med mere end 10.000 deltagere og 60 udstillere.